# Mikael Ljungberg
Bo Urban Mikael Ljungberg (Göteborg, 13 giugno 1970 – Mölndal, 17 novembre 2004) è stato un lottatore svedese, specializzato nella lotta greco-romana.

## Biografia
Fu uno dei lottatori svedesi di maggior successo di sempre. Rappresentò la Svezia a tre edizioni consecutive dei Giochi olimpici estivi: Barcellona 1992, in cui ottenne il quarto posto; Atlanta 1996 dove vinse il bronzo; e Sydney 2000 in cui guadagnò la medaglia d'oro.
Fu campione iridato ai campionati mondiali di lotta nel 1993 e 1995 e continentale agli europei nel 1995 e 1999.
Il 17 novembre 2004, mentre riceveva cure per la depressione nel reparto psichiatrico dell'ospedale di Mölndal nei pressi di Göteborg, si è suicidato impiccandosi.
Poco prima della sua morte era stato nominato responsabile della sezione sportiva per la Federazione Svedese di lotta, incarico che avrebbe dovuto assumere a decorrere dal 1º gennaio 2005.

## Palmarès
- Giochi olimpici

Atlanta 1996: bronzo nei pesi massimi.
Sydney 2000: oro nei pesi massimi.